# Diplolepis geminiflora
Diplolepis geminiflora là một loài thực vật có hoa trong họ La bố ma. Loài này được (Decne.) Liede & Rapini mô tả khoa học đầu tiên năm 2005.